# Чорчарог
Чорчаро́г (также Чорчирог; тадж. Чорчароғ, Чорчироғ) — село в Раштском районе Таджикистана. Входит в состав сельской общины (джамоата дехота) Калаи-Сурх. Расстояние от села до центра района (пгт Гарм) — 10 км, до центра джамоата (село Калаи-Сурх) — 5 км. Население — 389 человек (2017 г.), таджики. Население в основном занято сельским хозяйством.